# Montepuez
Montepuez este un oraș în Mozambic.

## Climă
| Date climatice pentru Montepuez | Date climatice pentru Montepuez | Date climatice pentru Montepuez | Date climatice pentru Montepuez | Date climatice pentru Montepuez | Date climatice pentru Montepuez | Date climatice pentru Montepuez | Date climatice pentru Montepuez | Date climatice pentru Montepuez | Date climatice pentru Montepuez | Date climatice pentru Montepuez | Date climatice pentru Montepuez | Date climatice pentru Montepuez | Date climatice pentru Montepuez |
| Luna                            | Ian                             | Feb                             | Mar                             | Apr                             | Mai                             | Iun                             | Iul                             | Aug                             | Sep                             | Oct                             | Nov                             | Dec                             | Anual                           |
| ------------------------------- | ------------------------------- | ------------------------------- | ------------------------------- | ------------------------------- | ------------------------------- | ------------------------------- | ------------------------------- | ------------------------------- | ------------------------------- | ------------------------------- | ------------------------------- | ------------------------------- | ------------------------------- |
| Maxima medie °C (°F)            | 30 (86)                         | 31 (87)                         | 31 (87)                         | 30 (86)                         | 29 (85)                         | 28 (82)                         | 27 (81)                         | 29 (84)                         | 31 (87)                         | 33 (91)                         | 34 (93)                         | 32 (90)                         | 30,3 (86,6)                     |
| Minima medie °C (°F)            | 21 (69)                         | 21 (69)                         | 20 (68)                         | 19 (67)                         | 17 (63)                         | 16 (60)                         | 15 (59)                         | 15 (59)                         | 17 (62)                         | 18 (64)                         | 19 (67)                         | 21 (69)                         | 18,1 (64,7)                     |
| Precipitații mm (inches)        | 246 (9.7)                       | 216 (8.5)                       | 201 (7.9)                       | 64 (2.5)                        | 10 (0.4)                        | 3 (0.1)                         | 3 (0.1)                         | 3 (0.1)                         | 0 (0)                           | 8 (0.3)                         | 41 (1.6)                        | 152 (6)                         | 945 (37,2)                      |
| Sursă: Weatherbase              |                                 |                                 |                                 |                                 |                                 |                                 |                                 |                                 |                                 |                                 |                                 |                                 |                                 |